# 北川謙二 (曲)
「北川謙二」（きたがわけんじ）は、日本の女性アイドルグループ・NMB48の楽曲。作詞は秋元康、作曲は田中俊亮が担当した。2012年11月7日にNMB48の6作目のシングルとしてよしもとアール・アンド・シー (laugh out loud! records) から発売された。楽曲のセンターポジションは山本彩と渡辺美優紀が務めた。

## 背景とリリース
前作「ヴァージニティー」から約3か月ぶりのシングル。前作と同様、通常盤Type-A・通常盤Type-B・通常盤Type-Cのほか、キャラアニ・チャンス限定発売の劇場盤の4形態で発売され、Type-A・Type-B・Type-C・劇場盤では3曲目の収録楽曲は異なる。
楽曲のタイトルである“北川謙二”はAKB48の映像担当アシスタントプロデューサーの名前を借用したもの。歌詞は北川に嫉妬する男性の心境を歌ったもの。「北川謙二」は、2012年9月24日の『HEY!HEY!HEY!スペシャル』（フジテレビ系）で初披露された。
「北川謙二」を歌う選抜メンバーは、前作から2人が入れ替わった。AKB48所属で2012年8月24日よりNMB48との兼任になった横山由依が、NMB48名義で初選抜。矢倉楓子は「ナギイチ」以来約半年ぶりの選抜復帰。前作の選抜メンバーだった木下春奈と、同じく選抜メンバーで2012年9月28日に卒業した城恵理子の2人は選抜から外れた。2013年7月1日に卒業した福本愛菜が表題曲に参加するシングルはこれが最後となった。
カップリング曲は前作に引き続くユニット割りで、当時のNMB48全メンバーがシングルのいずれかの楽曲に参加している。なお、「インゴール」の作曲を担当した鈴木まなかは、横山由依の高校の後輩で元AKB48メンバーの光宗薫とは高校の同級生にあたる。
キャッチコピーは「タイトルさえちゃんとしてたら、いい曲なのに…」。

## アートワーク
| Type-A 表 | 小笠原茉由・岸野里香・小谷里歩・谷川愛梨・薮下柊・山本彩・横山由依・吉田朱里     |
| Type-A 裏 | 「白組」メンバー12人                                                             |
| Type-B 表 | 加藤夕夏・門脇佳奈子・上西恵・白間美瑠・福本愛菜・矢倉楓子・山田菜々・渡辺美優紀 |
| Type-B 裏 | 「紅組」メンバー12人                                                             |
| Type-C 表 | 小笠原茉由・福本愛菜・矢倉楓子・山田菜々・山本彩・横山由依・吉田朱里・渡辺美優紀 |
| Type-C 裏 | 「難波鉄砲隊其之弐」のメンバー8人                                                |
| 劇場盤 表 | 矢倉楓子・薮下柊・山田菜々・山本彩・横山由依・渡辺美優紀                         |
| 劇場盤 裏 |                                                                                  |

## チャート成績
発売前日（集計初日）の2012年11月6日付オリコンデイリーチャートで推定売上枚数約26万枚を記録し、初登場で1位にランクインした。
発売初週の2012年11月19日付オリコン週間シングルチャートで初登場1位を記録、初動売上は約31万7000枚となった。NMB48のシングルの1位獲得は前作「ヴァージニティー」から2作連続・通算5作目である。NMB48がデビューから通算5作の1位獲得に要した期間は約1年4か月であり、女性グループではピンク・レディー（約1年4か月）に次ぐ史上2番目の速さとなった。またトップ3入りはデビューから6作連続となり、女性アーティスト（再デビューを除く）では倉木麻衣以来約12年ぶりの記録となった。

## ミュージック・ビデオ
ミュージック・ビデオは園田俊郎が監督を務めた。岡田義徳が教師役で出演している。
振付は西田一生（西田プロジェクト）が担当。

## メディアでの使用
「北川謙二」は2ndシングル表題曲「オーマイガー!」から5作連続となる、ラウンドワンとNMB48とのコラボレーションキャンペーン『ROUND1 × NMB48』のCMソングとして使用された。また、関西テレビのNMB48冠バラエティ番組「どっキング48」のエンディングテーマ（2012年10月16日 - ）としても使用された。さらに、MBS『女の子宣言! アゲぽよTV』11月度エンディングテーマとしても使用されている。有吉AKB共和国では歌詞を有吉弘行に替えての替え歌がエンディングに使われた。

## シングル収録トラック

### Type-A
| 全作詞: 秋元康。 |                                      |           |                    |                |      |
| #                | タイトル                             | 作詞      | 作曲               | 編曲           | 時間 |
| 1.               | 「北川謙二」                         | 秋元康    | 田中俊亮           | 野中“まさ”雄一 | 3:50 |
| 2.               | 「インゴール」                       | 秋元康    | KASUMI、鈴木まなか | 野中“まさ”雄一 | 3:56 |
| 3.               | 「星空のキャラバン」(白組)           | 秋元康    | 渡辺淳             | 渡辺淳         | 4:08 |
| 4.               | 「北川謙二」(off vocal ver.)         | 秋元康    |                    |                |      |
| 5.               | 「インゴール」(off vocal ver.)       | 秋元康    |                    |                |      |
| 6.               | 「星空のキャラバン」(off vocal ver.) | 秋元康    |                    |                |      |
| 合計時間:        | 合計時間:                            | 合計時間: | 合計時間:          | 23:48          |      |

| #  | タイトル                                              | 作詞 | 作曲・編曲 |
| -- | ----------------------------------------------------- | ---- | ---------- |
| 1. | 「北川謙二」(ミュージックビデオ)                      |      |            |
| 2. | 「北川謙二」(ミュージックビデオ ダンシングバージョン) |      |            |
| 3. | 「星空のキャラバン」(ミュージックビデオ)              |      |            |
| 4. | 「第二回NMB48水泳大会（前編）」(特典映像)             |      |            |

### Type-B
| #         | タイトル                         | 作詞      | 作曲       | 編曲      | 時間  |
| --------- | -------------------------------- | --------- | ---------- | --------- | ----- |
| 1.        | 「北川謙二」                     |           |            |           | 3:50  |
| 2.        | 「インゴール」                   |           |            |           | 3:56  |
| 3.        | 「恋愛被害届け」(紅組)           | 秋元康    | 本田光史郎 | 佐々木裕  | 4:46  |
| 4.        | 「北川謙二」(off vocal ver.)     |           |            |           |       |
| 5.        | 「インゴール」(off vocal ver.)   |           |            |           |       |
| 6.        | 「恋愛被害届け」(off vocal ver.) |           |            |           |       |
| 合計時間: | 合計時間:                        | 合計時間: | 合計時間:  | 合計時間: | 25:05 |

| #  | タイトル                                              | 作詞 | 作曲・編曲 |
| -- | ----------------------------------------------------- | ---- | ---------- |
| 1. | 「北川謙二」(ミュージックビデオ)                      |      |            |
| 2. | 「北川謙二」(ミュージックビデオ ダンシングバージョン) |      |            |
| 3. | 「恋愛被害届け」(ミュージックビデオ)                  |      |            |
| 4. | 「第二回NMB48水泳大会（後編）」(特典映像)             |      |            |

### Type-C
| #         | タイトル                                 | 作詞      | 作曲      | 編曲      | 時間  |
| --------- | ---------------------------------------- | --------- | --------- | --------- | ----- |
| 1.        | 「北川謙二」                             |           |           |           | 3:50  |
| 2.        | 「インゴール」                           |           |           |           | 3:56  |
| 3.        | 「冬将軍のリグレット」(難波鉄砲隊其之弐) | 秋元康    | 宮島律子  | 増田武史  | 4:22  |
| 4.        | 「北川謙二」(off vocal ver.)             |           |           |           |       |
| 5.        | 「インゴール」(off vocal ver.)           |           |           |           |       |
| 6.        | 「冬将軍のリグレット」(off vocal ver.)   |           |           |           |       |
| 合計時間: | 合計時間:                                | 合計時間: | 合計時間: | 合計時間: | 24:16 |

| #  | タイトル                                              | 作詞 | 作曲・編曲 |
| -- | ----------------------------------------------------- | ---- | ---------- |
| 1. | 「北川謙二」(ミュージックビデオ)                      |      |            |
| 2. | 「北川謙二」(ミュージックビデオ ダンシングバージョン) |      |            |
| 3. | 「冬将軍のリグレット」(ミュージックビデオ)            |      |            |
| 4. | 「NMB feat.吉本新喜劇 Vol.5」                         |      |            |
| 5. | 「北川謙二」(メイキング)                              |      |            |

### 劇場盤
| #  | タイトル                                       | 作詞   | 作曲   | 編曲     | 時間 |
| -- | ---------------------------------------------- | ------ | ------ | -------- | ---- |
| 1. | 「北川謙二」                                   |        |        |          | 3:50 |
| 2. | 「星空のキャラバン」(白組)                     |        |        |          | 4:08 |
| 3. | 「恋愛被害届け」(紅組)                         |        |        |          | 4:46 |
| 4. | 「眠くなるまで羊は出て来ない」                 | 秋元康 | Disuke | 佐々木裕 |      |
| 5. | 「北川謙二」(off vocal ver.)                   |        |        |          |      |
| 6. | 「星空のキャラバン」(off vocal ver.)           |        |        |          |      |
| 7. | 「恋愛被害届け」(off vocal ver.)               |        |        |          |      |
| 8. | 「眠くなるまで羊は出て来ない」(off vocal ver.) |        |        |          |      |

## 選抜メンバー
- 小笠原茉由
- 加藤夕夏
- 門脇佳奈子
- 岸野里香
- 小谷里歩
- 上西恵
- 白間美瑠
- 谷川愛梨
- 福本愛菜
- 矢倉楓子
- 薮下柊
- 山田菜々
- 山本彩
- 横山由依
- 吉田朱里
- 渡辺美優紀